# Veerle Willekens
Pour les articles homonymes, voir Willekens.
Veerle Willekens, née le 11 août 1980 à Schoten (Belgique), est une joueuse de football de nationalité belge.

## Biographie
Elle a d'abord été nageuse. À 14 ans, elle commence à jouer au football, comme gardienne de but, au FC Antwerp Girls. Ont suivi des passages dans trois autres clubs dont le KFC Lentezon Beerse (D1). En 2008, elle est transférée à Willem II (Pays-Bas). En 2010, elle revient en Belgique, au Lierse SK. À l'aube de la saison 2011-2012, elle repart aux Pays-Bas, au VVV Venlo. Après un arrêt d'une saison, elle reprend au FC Twente aux Pays-Bas.

## Palmarès
- Championne de Belgique et des Pays-Bas (1) : 2013-2014 avec le FC Twente
- Championne des Pays-Bas (1) : 2013-2014 avec le FC Twente
- Coupe des Pays-Bas (1) : 2015 avec le FC Twente
- Finaliste de la Coupe des Pays-Bas (1) : 2012 avec le VVV Venlo

## Statistiques

### Ligue des Champions
- 2013-2014 : 1 match avec le FC Twente